# Америка (Мексика)
Аме́рика (исп. América) — посёлок в Мексике, штат Тамаулипас, входит в состав муниципалитета Нуэво-Ларедо. Численность населения, по данным переписи 2010 года, составила 255 человек.